# Красная Горка (гора, Алтайские горы)
Красная Горка — небольшая гора, административно расположена в Кош-Агачском районе Республики Алтай РФ.

## Этимология

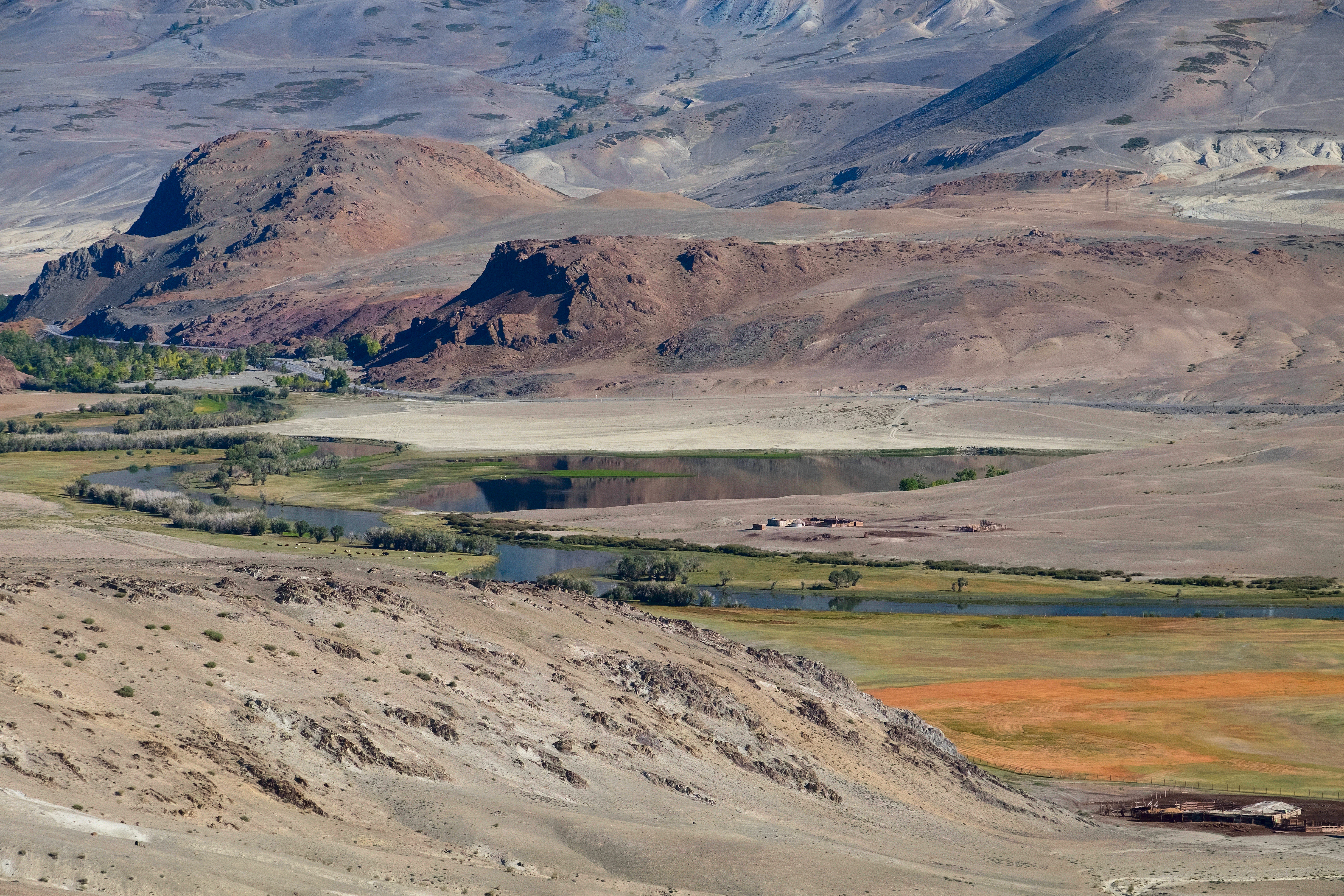
Гора и озеро

Национальное название происходит от алт. Кызыл — красный, румяный, рыжий, ярко-оранжевый, кирпично-красный, бурый; и алт. Таш — камень, гора, сопка, возвышенность, сложенные из твердых пород. Кызыл-Таш — Красная Гора.
Интересно, что в записках путешественников XIX века, Красная Горка именовалась — Чибит.
Например Пётр Чихачев описывал: «Чибит, называемый русскими Красная гора, образует великолепную формацию серпентина. Форма горы также коническая, с легким наклоном с востока на запад, вызванным провалом на западном и утолщением на противоположном склоне».
В Топонимическом словарь Горного Алтая алт. Чибит — охра, жёлтый цвет, жёлтый.

## Описание
Небольшая, отдельно стоящая гора, у подножия которой проходит автомобильная дорога «Чуйский тракт». Близлежащее Красногорское озеро лежит не непосредственно возле горы, а на другом берегу реки Чуя.